# Luc Yabili
Luc Yabili est un chef rebelle congolais, combattant Maï-Maï dans la région d'Opienge, dans le territoire de Bafwasende.

## Biographie

### Parcours
Luc Yabili est un chef rebelle Maï-Maï. Il commande des combattants Maï-Maï dans la région d'Opienge, dans le territoire de Bafwasende.
En février 2009, le poste d’encadrement d’Opienge est passé sous le contrôle des combattants Maï-Maï du major Luc Yabili.
En mai 2011, il était commandant rebelle Maï-Maï à Opienge. Pour se rendre aux FARDC, il posait comme condition qu'une zone tampon soit placée sous la direction de la MONUSCO .
En 2017, les miliciens du groupe armé Maï-Maï de Luc Yabili occupent la localité d’Opienge après des combats avec l’armée. L'administrateur du territoire a déclaré qu'en 2019, Luc Yabili avait fait un cahier de charges pour quitter la vie rebelle.

### Mort
Luc Yabili meurt le 8 septembre 2022. Après sa mort, le territoire de Bafwasende pourrait s'unifier.
Sengo Shukuru remplace Luc Yabili à la tête des Mai-Mai.